# Puss n’ Toots
«Котик и гулянка» (англ. Puss n’ Toots) — шестой эпизод из серии короткометражек «Том и Джерри». В этой серии Том впервые пытается соблазнить кошечку. Эпизод был выпущен 30 мая 1942 года.

## Сюжет
Том смотрит, как Джерри бегает внутри пустого аквариума, пытаясь выбраться, и каждый раз сталкивает его обратно. Внезапно в дверь звонят, и Том прячет Джерри в каталожный ящик с буквой «М». Мамочка-Два Тапочка подходит к двери, и после разговора с тетей Элизабет выясняется, что она временно приютила в доме кошечку по имени Тутс. Том влюбляется в неё, и наводит на себя красоту. Тутс ему улыбается во время его грациозной походки. Том предлагает ей рыбку из аквариума, а затем канарейку из клетки, но киска не хочет ни того ни другого. Том выпускает Джерри из ящика с картотекой, и тот пытается убежать, но Том и его ловит. Том подсаживается к Тутс и вытворяет с Джерри фокусы, но Джерри мстит Тому, воткнув ему в зад иглу. Мышонок бежит от Тома к телефону, по которому пытается позвать на помощь  и опять убегает. Джерри добегает до проигрывателя и прыгает на него. Том прыгает за мышонком и приземляется на кучу дисков. Кот нажимает кнопку смены дисков, забыв, что сидит на них. После этого Том при помощи автоматической ручки, меняющей диски, попадает вместе с выбранным диском на круг проигрывания и начинает «играться мелодия». Джерри нажимает на кнопки, меняя диски. Пиная кота под зад и танцуя под звучащую музыку, Джерри увлекается и случайно нажимает «Стоп», выключая проигрыватель. Том прыгает на Джерри, но последний успевает снова включить проигрыватель. 
Вновь увлёкшись музыкой, мышонок нажимает все кнопки подряд, заставляя проигрыватель «сойти с ума» и избить Тома дисками. В конце концов проигрыватель разрушается, и Том падает в его обломки.
Мышонку Джерри тоже понравилась Тутс. Он, как и Том, тоже наводит на себя красоту, подходит к ошарашенной Тутс, целует её, и гордо удаляется в свою норку.

## Факты
- Это — первый мультфильм с любовницей Тома.
- Это также первый мультфильм, где есть другой представитель семейства кошачьих, кроме Тома.
- В этом мультфильме Джерри во второй раз говорит.
- В оригинале, после конца фильма людей просили поддержать Союзные Страны, то есть США, Великобританию, Францию и СССР (мультфильм был снят во время Второй мировой войны).
- Название «Puss n' Toots» является искажением «Puss n' Boots» («Кот в сапогах»)

## Цензура
- Сцена, в которой на голове крутящегося Тома находится пластинка, а сам он становится похожим на китайского мандарина (с длинными усами), была удалена для показа в Америке, так она была признана «отчётливо расистской».
- Сцены с Мамочкой-Два Тапочка удалены в некоторых редактированных вариантах, а иногда она просто передублирована.